# Cospirazione delle cellule di fuoco
La Cospirazione delle Cellule di Fuoco (greco: Συνωμοσία των Πυρήνων της Φωτιάς, Synomosía Pyrínon Tis Fotiás, CCF) è un insieme di cellule terroristiche e sovversive anarco-insurrezionaliste attivo in Grecia. 

## Storia
La CCF è emersa per la prima volta il 21 gennaio 2008, con un'ondata di 11 attentati incendiari contro concessionarie di auto di lusso e banche ad Atene e Salonicco. Ondate mensili di incendi dolosi sono state seguite da proclami che esprimono solidarietà con gli anarchici arrestati in Grecia e altrove. Nel settembre 2009, a seguito di un'escalation nell'uso di bombe a orologeria, quattro sospetti membri del gruppo sono stati arrestati. Nel novembre 2010 altri due sospetti sono stati arrestati mentre tentavano di spedire pacchi bomba alle ambasciate e ai leader e alle organizzazioni dell'UE.